# Тинбаевы
Тинбаевы (Тунбаевы, Тинбоевы) — русско-татарский княжеский род, вероятно, пресекшийся или утративший титул к XVIII столетию.
Род Тинбаевых наиболее известен в связи с событиями XVII века, когда его представители состояли на службе Русского государства. К XVIII веку упоминания князей Тинбаевых из источников исчезают. Среди княжеских родов Российской империи (после 1721 года) Тинбаевы не числились.

## Известные представители рода
- Абла Tинбаев, мурза из астраханских (юртовских) татар (в РБС, неизвестно почему — едисанский татарин). В 1635 году был пожалован устьем реки Ахтубы, в котором ему было разрешено производить «безданный» (не облагаемый налогами) лов рыбы. Пожалование было щедрым, так как Ахтуба в то время была полна ценной рыбой осетровых пород. В обмен Абла Тинбаев должен был защищать свои владения (входившие в состав Русского царства) от калмыков. И действительно, оберегая свои владения, Тинбаев посылал своих ратных людей под Астрахань на калмыков, которых, после многократных столкновений, почти совсем обезвредил, но зато и совершенно разорил.
- Рахмангул Tинбаев, брат предыдущего, сражавшийся с ним вместе.
- Конай Tинбаев. С 1625 по 1630 год находится на службе в Астрахани во главе отряда в 2 000 татар, во главе с которым «берёг рубеж» (защищал русскую границу) от набегов кочующих племен (калмыков, а возможно и киргизов).
- Михаил Конаевич Tинбаев, сын предыдущего. В русских документах своего времени именовался князем и воеводой. В 1616 году, вскоре после прекращения русско-литовских переговоров под Смоленском, получил указ вместе с воеводой Никитой Лихаревым «идти за литовский рубеж» (перейти литовскую границу) «для воевания и поиска неприятеля»: «землю воевать, сёла и деревни жечь, проходить резвым делом, и того искать, чтобы где(-нибудь) город, или у города посады (предместья) — пожечь, и литовским людям тесноту учинить». Следуя царскому указу, князь Тинбаев шел на Литву по территории нынешней Тверской области: через Волок и Погорелое городище. На реке Белой взял языков (захватил пленных) и по указанному ими маршруту дошел до Литвы, где разорил города Велиж (ныне — Смоленская область), Сураж и Витебск (ныне оба — Витебская область, Белоруссия), и, особенно, их окрестности.
- Князь Янмамет Янаевич Tинбаев, юртовский татарский «табунный голова». В 1678 году от него царским указом было потребовано выслать 300 юртовских татар, «добрых конных», в помощь русским войскам во время похода в Малороссию. В ответ Тинбаев жаловался на обеднение и изнеможение народа, указывал, что, «по малолетству одних и дряхлости других», столько людей он выставить не может, но, тем не менее, отправил царю отряд во главе со своим сыном Канмаметом. Однако, отряд был меньше запрошенной численности, поэтому Тинбаеву, через астраханского воеводу Салтыкова, было дано знать, чтобы «не замедлил выслать и остальных вытребованных татар» (то есть, чтобы снарядил столько ратных людей, сколько было приказано).